# 11 Luchtmobiele Brigade
11 Luchtmobiele Brigade is een snel inzetbare lichte infanteriegevechtseenheid van de Nederlandse Koninklijke Landmacht die theoretisch binnen twintig dagen over het grootste gedeelte van de wereld inzetbaar kan zijn voor de verdediging van eigen gebied en dat van bondgenoten, het beschermen van de internationale rechtsorde en het ondersteunen bij rechtshandhaving, rampenbestrijding en humanitaire hulp. Inzet kan plaatsvinden in NAVO-verband of als onderdeel van de Verenigde Naties (UN).
Wanneer 11 Luchtmobiele Brigade geïntegreerd optreedt met het Defensie Helikopter Commando vormen zij samen de "Air Manoeuvre Brigade" (11 AMB).
Helikopters van het Defensie Helikopter Commando verzorgen voor de brigade het troepentransport en het vervoer van wapens en materieel. Daarnaast worden gevechtshelikopters ingezet die in staat zijn te verkennen, luchtsteun te geven en bescherming te bieden aan de infanterie eenheden op de grond. Wanneer gevechtshelikopters en transporthelikopters in combinatie met luchtmobiele troepen gecoördineerd worden ingezet bij (gevechts)acties spreekt men van 'Air Assault' operaties. Worden transporthelikopters enkel ingezet als vervoer voor luchtmobiele troepen dan spreekt men van 'Air Mobile' operaties. Bij enkel de inzet van gevechtshelikopters spreekt men van 'Air Attack' operaties en bij de inzet van parachutisten over 'Airborne' operaties.
In 2003 in Polen (oefening Gainful Sword) en in 2012 in Nederland (oefening Peregrine Sword) heeft de brigade een zogenoemde 'operationele gereedstelling' ondergaan, waarna zij aan haar naam het begrip "Air Assault" mocht toevoegen. Dit houdt in dat de brigade in staat is om samen met de helikopters van de luchtmacht op brigadeniveau een gecoördineerde aanvalsoperatie uit te voeren.

## Geschiedenis

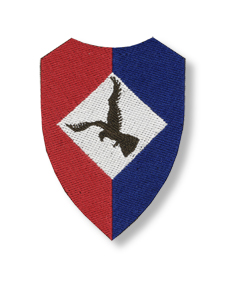
Het eerste brigade-embleem in 1992

### Oprichting
Na de val van de muur in 1989 veranderde de veiligheidssituatie in de wereld. De Staat der Nederlanden kreeg behoefte aan een snel inzetbare eenheid om wereldwijd militair mee te kunnen blijven doen met het uitvoeren van operaties waarbij klein- en grootschalig geweld mogelijk was. In 1992 volgde daarom de oprichting van 11 Luchtmobiele Brigade. Omdat de Nederlandse wet niet toestond dienstplichtigen te gebruiken voor deze operaties was de Luchtmobiele Brigade alleen toegankelijk voor beroepspersoneel. Na tien jaar pionierswerk was de brigade in oktober 2003 operationeel gereed.
Het embleem van 11 Luchtmobiele Brigade is een biddende valk met daaronder twee gekruiste zwaarden in een wijnrood (of 'maroon') schild. De kleur is afgeleid van de kleur van de baret. Luchtmobiele militairen zijn herkenbaar aan de rode baret en mogen deze baret pas dragen na het voltooien van de luchtmobiele infanterieopleiding (Algemene Militaire Opleiding Luchtmobiel voor manschappen en Voorgezette Algemene Kader Opleiding Luchtmobiel voor kaderleden). De rode baret is het internationaal herkenningsteken voor para- en luchtlandingstroepen.

### Bosnië
Toen de brigade nog in de kinderschoenen stond volgde met de VN-vredesmissie United Nations Protection Force (UNPROFOR) in voormalig Joegoslavië reeds de eerste uitzending. De Nederlandse bataljons, bekend onder de naam Dutchbat, werden uitgezonden tussen februari 1994 en november 1995 en waren belast met de uitvoering van de Resolutie 819 van de VN Veiligheidsraad in de Bosnische moslimenclaves en de VN-veilige gebieden van Srebrenica gedurende de Bosnische Burgeroorlog. In juli 1995 bleek Dutchbat, door een combinatie van te lichte bewapening, een personele minderheid en het uitblijven van adequate vuursteun, niet in staat om de enclave te beschermen tegen de overmacht van de Bosnisch-Servische troepen onder leiding van Ratko Mladić. Bij de hieropvolgende Val van Srebrenica werden duizenden van de daar aanwezige moslimmannen en -jongens gedeporteerd en vermoord.

### Irak
Na de Invasie van Irak in 2003 mandateerde de VN de Multinationale troepenmacht in Irak, ook bekend als Stablisation Force Iraq (SFIR), met het handhaven van orde en veiligheid en de opleiding van Iraakse veiligheidstroepen. Nederland werd hierbij vanaf juli 2003 verantwoordelijk voor de provincie Al-Muthanna, 11 Luchtmobiele Brigade leverde een compagnie aan rotatie SFIR-3, en het leeuwendeel van de rotaties SFIR-4 en SFIR-5 tussen juli 2004 en maart 2005. De luchtmobiele troepen werden regelmatig geconfronteerd met vuurgevechten en aanvallen met geïmproviseerde explosieven. Op 10 mei 2004 sneuvelde sergeant der eerste klasse Dave Steensma (12 Infanteriebataljon). De Nederlandse bijdrage aan SFIR eindigde in maart 2005.

### Afghanistan
Sinds de beginfase van Operatie Enduring Freedom in oktober 2001 is de Nederlandse krijgsmacht actief in Afghanistan. In december 2001 besloot het kabinet tot de uitzending van een versterkte compagnie van circa 200 militairen naar de International Security Assistance Force (ISAF). Voor elke rotatie leverde 11 Luchtmobiele Brigade een compagnie uit een van de drie infanteriebataljons.
Vanaf 2005 leverde de brigade regelmatig het primaire gevechtselement aan de Battlegroups van Task Force Uruzgan (TFU), de gezamenlijke task force van Nederland en Australië die verantwoordelijk was voor de Afghaanse provincie Uruzgan. TFU werd verdeeld over twee locaties, Kamp Holland in Tarin Kowt en Camp Hadrian in Deh Rawod. 11 Luchtmobiele Brigade leverde meermaals de kern voor de Staf TFU en de opeenvolgende Battlegroups, waaraan altijd een luchtmobiele compagnie was toegevoegd. Tijdens de uitzendingen waren militairen van de brigade regelmatig betrokken bij intensieve gevechtscontacten, waaronder de Slag bij Chora. Tijdens TFU kwamen 25 Nederlanders om het leven, waaronder vier mannen van de brigade: sergeant-majoor Jos Leunissen, sergeant Bart van Boxtel, korporaal Cor Strik, soldaat  Tim Hoogland en sergeant Mark Weijdt. De grootschalige Nederlandse bijdrage aan ISAF, die schommelde tussen de 1500 en 2000 militairen, werd in augustus 2010 beëindigd.

### Mali
Vanaf 2014 leverde Nederland een bijdrage aan de VN-vredesmissie MINUSMA in Mali. De Nederlandse militairen waren belast met het uitvoeren van verkenningen en het vergaren van inlichtingen over de verscheidene rebellengroepen in de regio. Na twee jaar, waarin het Korps Commandotroepen (KCT) en Netherlands Maritime Special Operations Forces (NLMARSOF) het grootste deel van de rotaties leverden, nam 11 Luchtmobiele Brigade deze taken in december 2016 over. De luchtmobiele militairen vormden de Long-Range Reconnaissance Patrol Task Group "Desert Falcon" (LRRPTG-DF) en voerden langeafstandsverkenningen uit, ontmantelden verborgen verborgen wapenopslagplaatsen en arresteerden strijders die geïmproviseerde explosieven fabriceerden. Op 6 juli 2016 kwamen twee luchtmobielers, sergeant Henry Hoving en korporaal Kevin Roggeveld, om bij een trainingsongeval met een defecte mortier. De Nederlandse bijdrage aan MINUSMA werd in mei 2019 beëindigd.

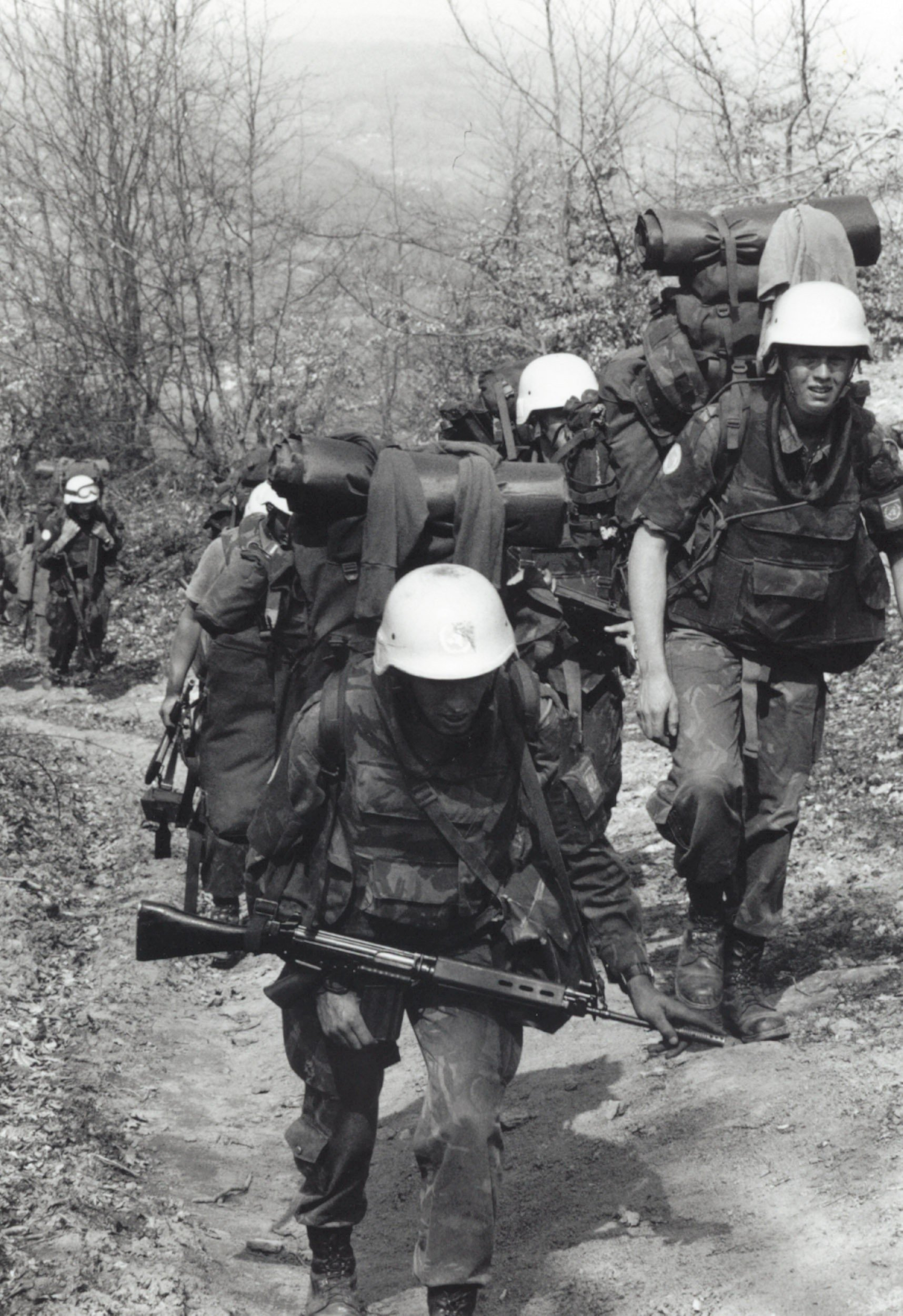
Dutchbat-militairen verplaatsen zich te voet naar observatieposten Quebec en Romeo in Srebrenica, 1994
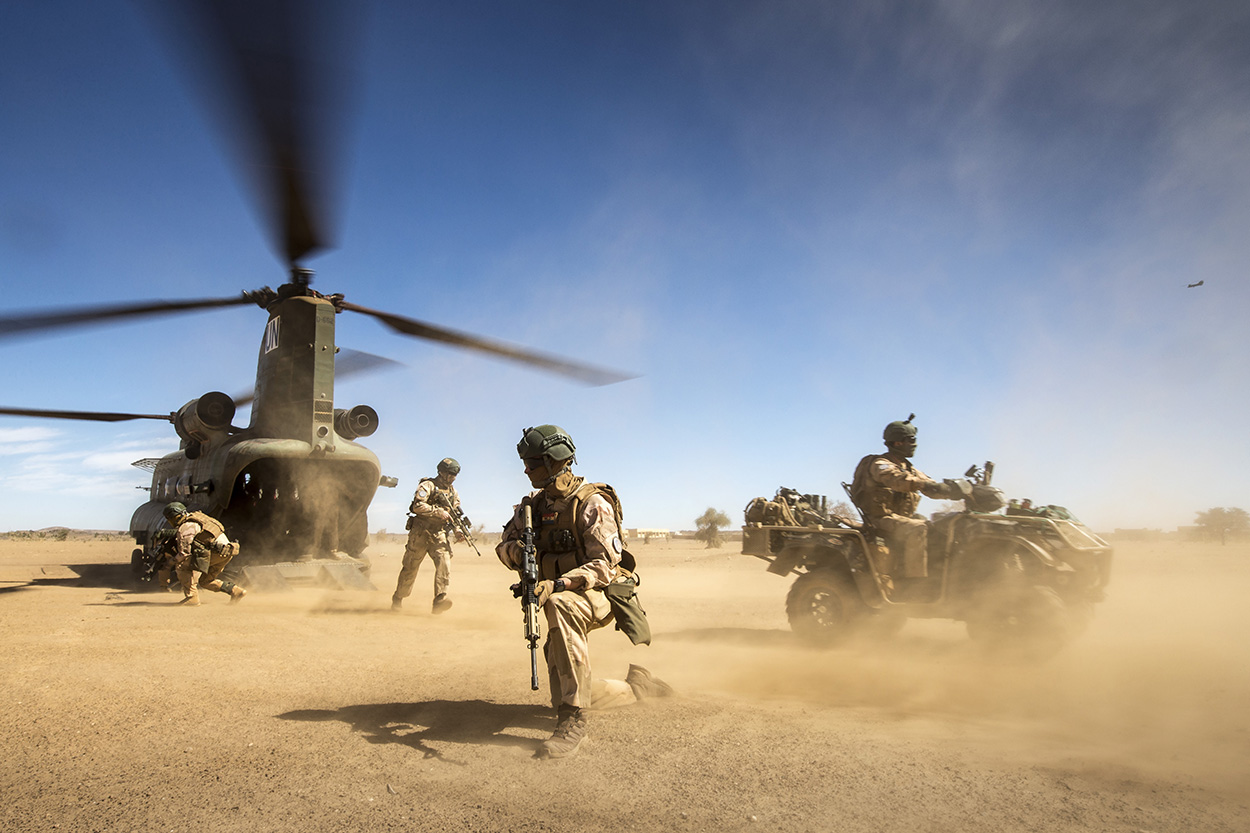
Troepen van 11 Luchtmobiele Brigade ontplooien vanuit een CH-47 Chinook, ten noorde van Gao, in 2017
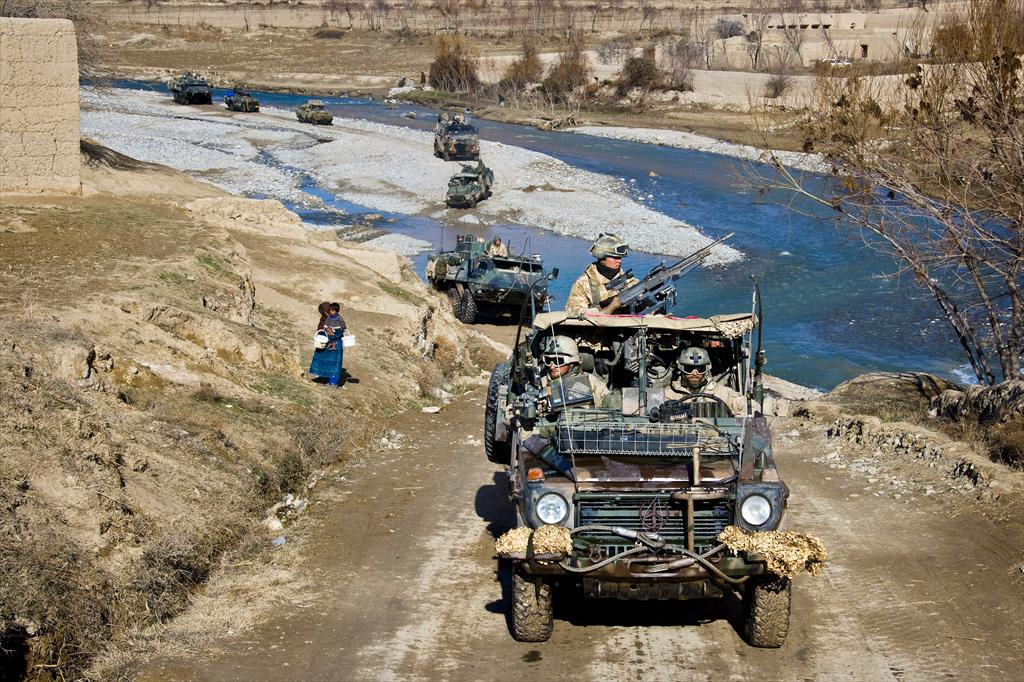
Patrouille met Patria XA-188 GVV-pantserwagens en MB 290GD-terreinwagens nabij het plaatsje Ferosia in Uruzgan, januari 2008
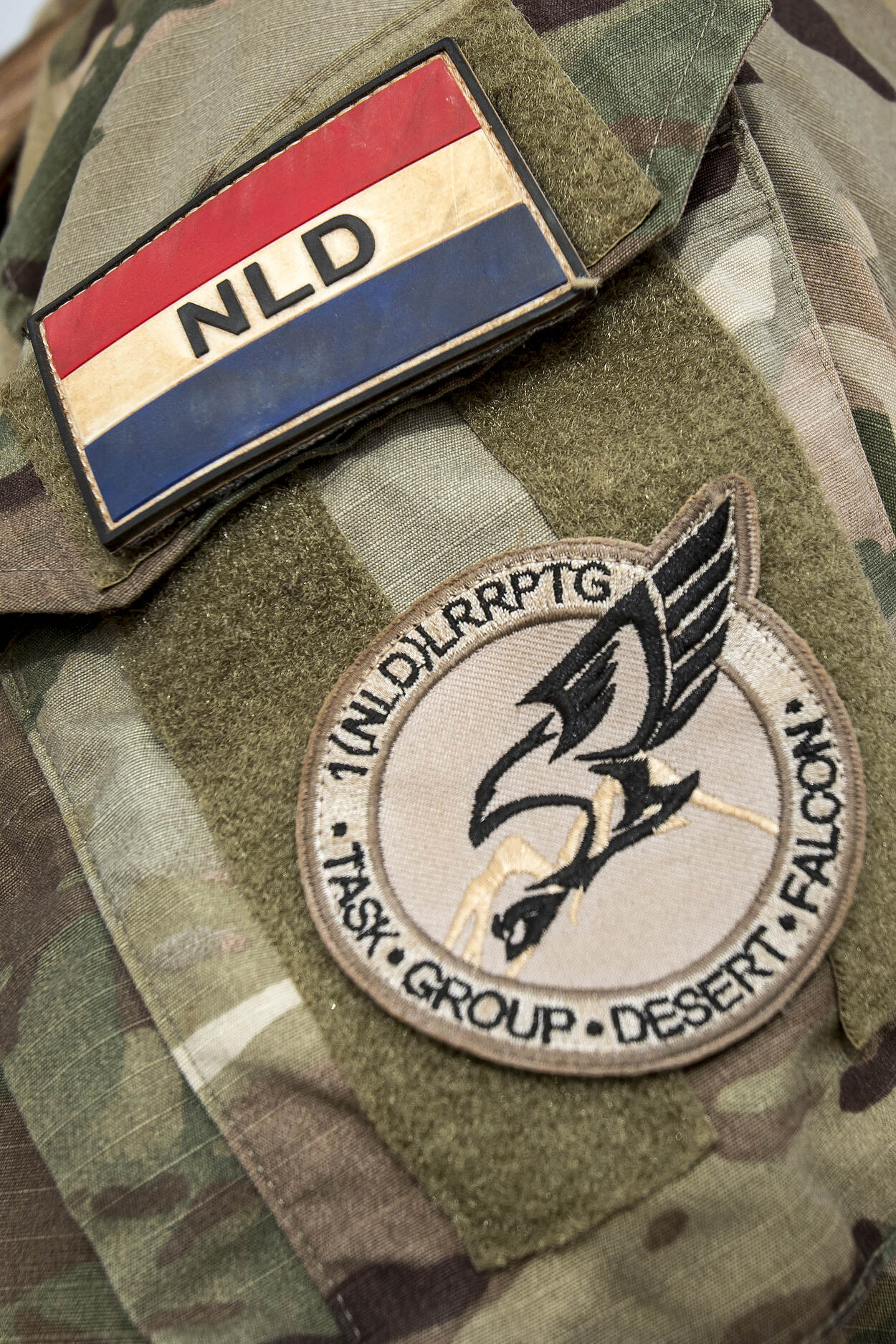
Het embleem van 1 (NLD) Long-Range Reconnaissance Patrol Task Group "Desert Falcon"

## Taken
De Luchtmobiele Brigade maakt als landmachtonderdeel deel uit van de Nederlandse krijgsmacht en deelt daarin de hoofdtaken van de krijgsmacht:
- verdediging van het eigen en bondgenootschappelijke grondgebied, inclusief Caribisch Nederland, Curaçao en Aruba;
- bescherming en bevordering van de internationale rechtsorde en stabiliteit;
- ondersteuning van civiele autoriteiten bij rechtshandhaving, rampenbestrijding en humanitaire hulp, zowel nationaal als internationaal

De Luchtmobiele Brigade kenmerkt zich echter door snel inzetbaar te zijn en zich flexibel te kunnen verplaatsen. Dit kan zowel te voet of met lichte voertuigen over de grond als wel door de lucht met helikopters van het Defensie Helikopter Commando. Een deel van de eenheden (drie paracompagnieën, drie verkenningspelotons, het pathfinderpeloton en een deel van de gevechtsondersteunende en ondersteunende eenheden) is ook inzetbaar als parachutist en kan worden gedropt uit vliegtuigen en helikopters. Deze beide vormen van luchtlanding maken dat de brigade kan worden ingezet achter vijandelijke linies om strategische punten als bijvoorbeeld bruggen in te nemen en te bezetten tot gemechaniseerde infanterie de vijandelijke frontlinie heeft doorbroken en de luchtlandingstroepen komt doorsnijden. Een andere mogelijke inzet is door middel van korte snelle acties achter vijandelijke linies strategische doelen uit te schakelen, informatie of materieel te veroveren of personen te ontzetten en via de lucht of te voet weer te Exfiltreren.

## Indeling van de brigade
De Luchtmobiele Brigade bestaat uit een staf, drie infanteriebataljons, vier gevechtssteun- en gevechtsondersteunende compagnieën en een reservistenbataljon:
- 11 Luchtmobiele Brigade:
  - 11 Stafstafcompagnie (Arnhem)
  - 11 Infanteriebataljon Garderegiment Grenadiers en Jagers (Schaarsbergen)
    - A "Koningscompagnie"; B "Stieren"-compagnie; C "Tijger"-compagnie en D "Wolven"-compagnie

  - 12 Infanteriebataljon Regiment Van Heutsz (Schaarsbergen)
    - A "Java"-compagnie; B "Wonju"-compagnie; C "Nudae"-compagnie en D "Atjeh"-compagnie

  - 13 Infanteriebataljon Regiment Stoottroepen Prins Bernhard (Assen)
    - A "Madju"-compagnie; B "Pegasus"-compagnie; C "Margriet"-compagnie en D "Djokja"-compagnie

  - 11 Brigade Verkenningseskadron Regiment Huzaren van Boreel (Schaarsbergen)
  - 11 Geniecompagnie (Schaarsbergen)
  - 11 Herstelcompagnie (Schaarsbergen)
  - 11 Bevoorradingscompagnie (Schaarsbergen)
  - 11 Geneeskundige compagnie (Assen)
  - 20 Natresbataljon Korps Nationale Reserve (Den Haag, Bergen, Amsterdam, Schaarsbergen en Stroe)

De eenheden zijn verdeeld over de volgende hoofdlocaties:
- Locatie Schaarsbergen (Vliegbasis Deelen)
- Locatie Schaarsbergen (Oranjekazerne)
- Locatie Assen (Johan Willem Friso Kazerne)
- Locatie Curaçao (Marinebasis Parera)

Kraagspiegel Grenadiers
Kraagspiegel Jagers
Kraagspiegel Van Heutsz
Kraagspiegel Stoottroepen
Kraagspiegel Huzaren
Kraagspiegel Genie
Kraagspiegel Herstel
Kraagspiegel Bevoorrading
Kraagspiegel Geneeskundige Troepen
Kraagspiegel Korps Nationale Reserve

### Indeling van een bataljon

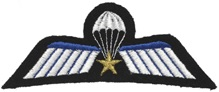
Para Wing A

Een luchtmobiel infanteriebataljon is opgebouwd uit een staf, drie infanterie compagnieën en een patrouillecompagnie. De bataljons voeren het daadwerkelijke gevecht op de grond. De infanteristen hebben verschillende middelen tot hun beschikking om de diverse taken uit te voeren. De infanteristen dragen een rugzak waarin alles zit om 72 uur te overleven op het gevechtsveld. Sinds 2019 is 11 Infanteriebataljon gespecialiseerd in het optreden met luchtlandingstroepen en hebben alle compagnieën airborne-status. Bij 12 Infanteriebataljon hebben twee compagnieën, de Charlie- en Delta-compagnie, zich gespecialiseerd in het optreden als SOF Support ter ondersteuning van het Korps Commandotroepen. 13 Infanteriebataljon heeft zich volledig toegelegd op het Air Assault-optreden. Alle infanteriebataljons blijven hun Air Assault-taken uitvoeren op bataljons- en brigadeniveau.

### Indeling van een infanteriecompagnie

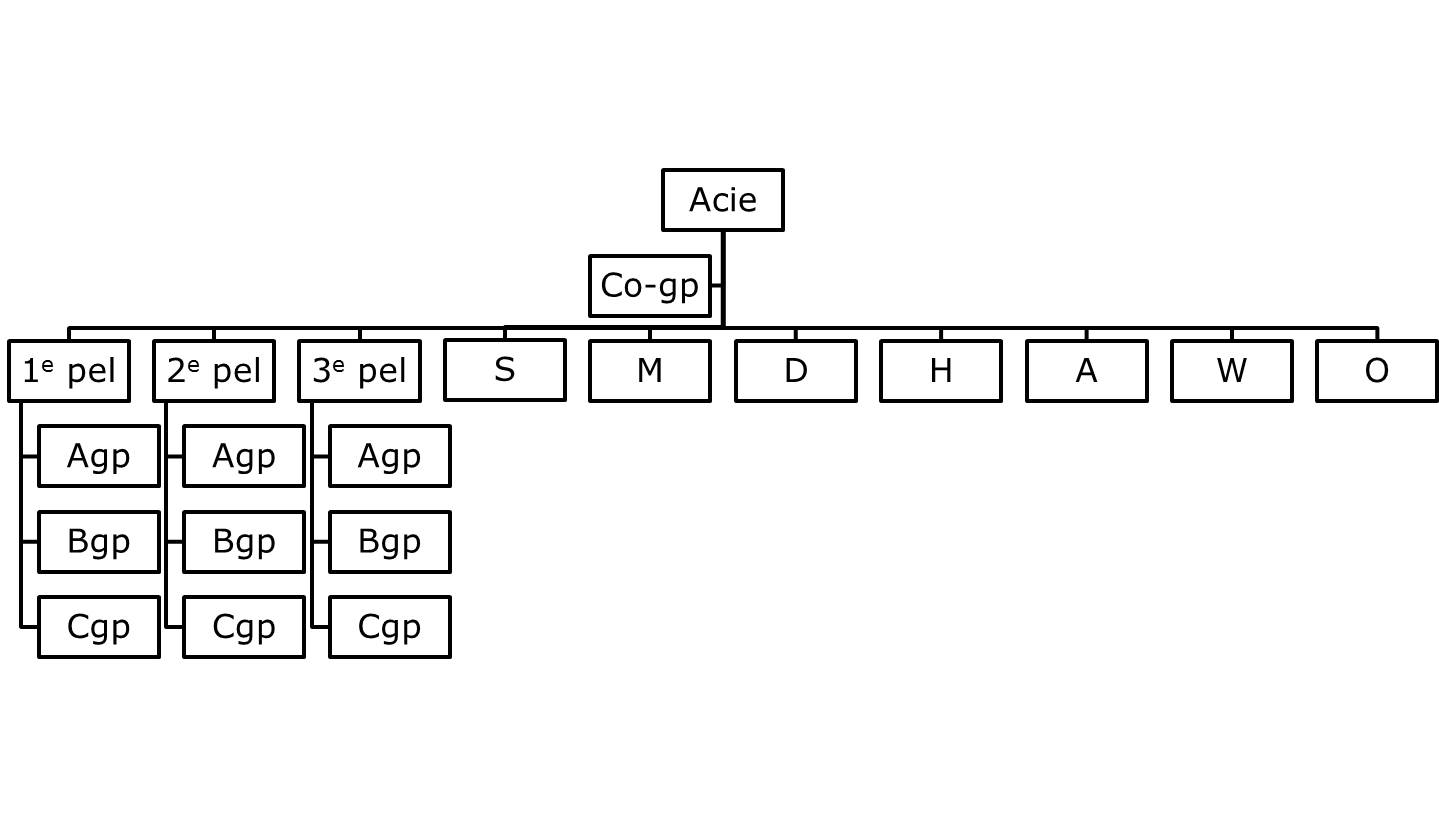
Organogram infanteriecompagnie

Een infanteriecompagnie bestaat uit een stafgroep, drie infanteriepelotons, een mortiergroep, een snipergroep en een fire support-team. Een fire support-team bestaat uit joint terminal attack controllers (JTAC's) en forward observers (FO's).  Een infanteriecompagnie bestaat uit ongeveer 130 personen. Een infanteriecompagnie wordt geleid door de compagniescommandant, een kapitein, die wordt bijgestaan door zijn second, een ervaren luitenant, de CSM, compagnies sergeant-majoor en de SMOP, sergeant-majoor operatiën.
De infanteriepelotons zijn opgebouwd uit drie groepen en een stafgroep. De drie identieke groepen worden geleid door een sergeant met een korporaal als zijn second. De groep bestaat uit acht man; twee sappeurs, twee FN Minimi-schutters en twee antitankschutters (met Panzerfaust 3- en Panzerfaust 3 Dynarange-antitankwapens. Het peloton wordt geleid door een pelotonscommandant (een luitenant) en een opvolgend pelotonscommandant (een sergeant der eerste klasse).

### Indeling van een patrouillecompagnie

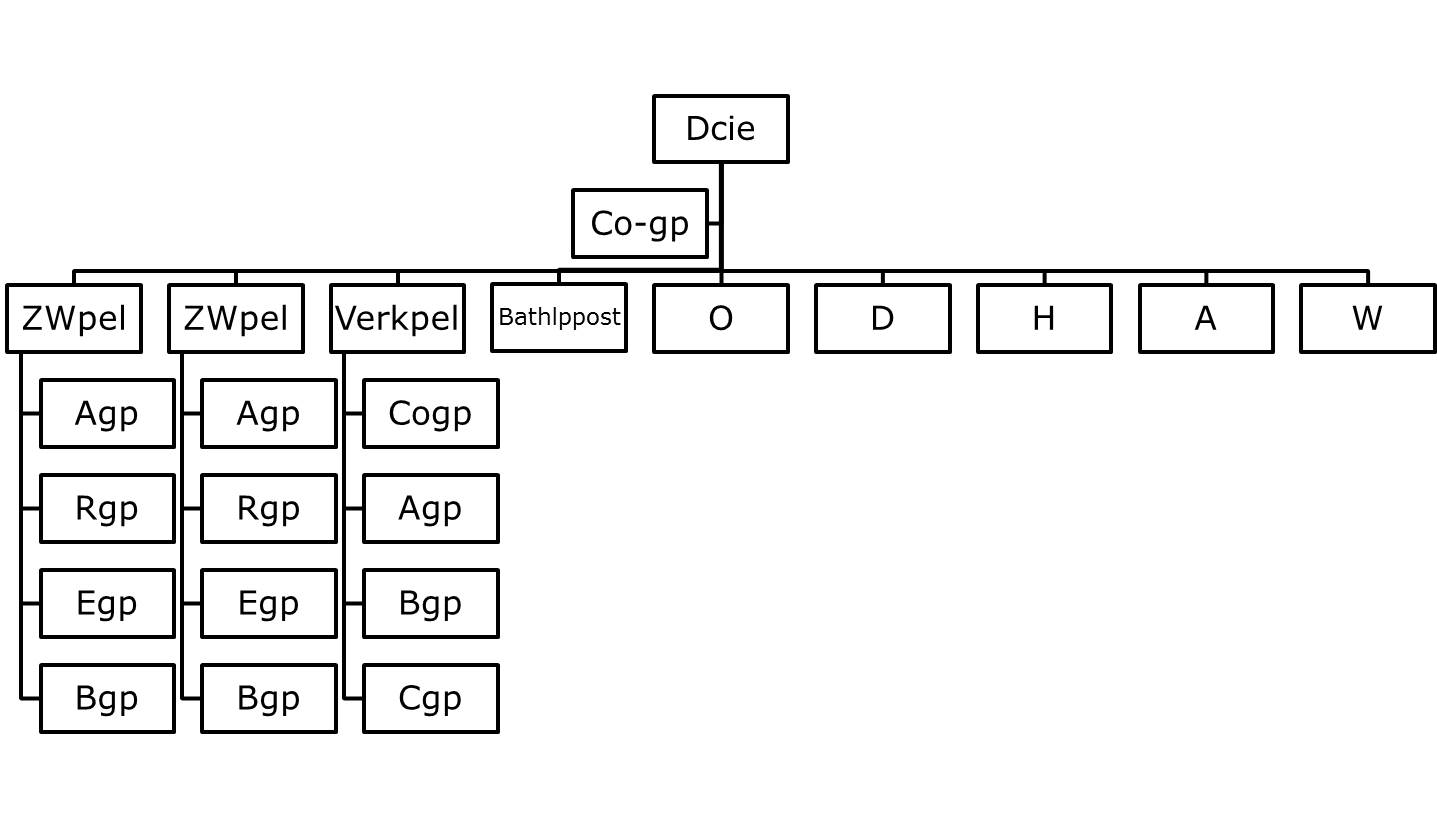
Organogram patrouillecompagnie

Luchtmobiel beschikt sinds 2011 over patrouillecompagnieën. Een patrouillecompagnie bestaat uit een stafgroep, twee patrouillepelotons en een verkenningspeloton. Onder meer uit de missie in Afghanistan bleek de behoefte aan zelfstandig opererende eenheden met grote vuurkracht en mobiliteit. Hiervoor werden de lichte Luchtmobiel Speciaal Voertuigen van 11 Staf-Antitankcompagnie vervangen door Mercedes-Benz 290GD-terreinwagens, omgebouwde ziekenvoertuigen. De nieuwe voertuigen worden bemand door drie in plaats van twee personen en zij beschikken over een zwaar .50 machinegeweer, FN MAG-middelzware machinegeweren en Spike MR-antitankraketten met bijbehorende optische waarnemingsmiddelen. Deze combinatie maakt meer offensief en zelfstandig optreden mogelijk; een gebied kan snel worden gedomineerd of gestabiliseerd. Ook biedt de opzet meerwaarde bij verkenningen. Aan de officiële opname in de luchtmobiele gelederen ging een intensieve testperiode van 1,5 jaar vooraf. De militairen leerden onder meer samenwerken in de nieuwe driekoppige samenstelling, met ander eenheden en de bijbehorende nieuwe tactieken.
De verkenningspelotons worden ingezet als de ogen en oren van de bataljonscommandant. In kleine groepen proberen ze te achterhalen hoe sterk de vijand is en wat zij doet of van plan is te gaan doen, vaak dagen voor de primaire aanvalsmacht arriveert. De verkenners worden geselecteerd vanuit de operationele pelotons, en worden tijdens de opleiding experts in infiltraties en nabij-verkenningen. Hun operationele capaciteiten worden ondersteund door lamgeafstandscommunicatiemiddelen en SF Medics, die langdurige veldzorg kunnen verlenen. Alle verkenningspelotons kunnen worden ingezet per parachute.

### 11 Brigade Verkenningseskadron
Het 11 Brigade Verkenningseskadron (11 BVE), ontstaan uit 103 Verkenningseskadron (Regiment Huzaren van Boreel) en het Pathfinder Platoon 'Madju' 11AMB (Garderegiment Grenadiers en Jagers), is sinds 2016 onderdeel van de brigade. De eenheid is onder meer verantwoordelijk voor het verzamelen van informatie t.b.v. het planningsproces van de brigade (verkenners) en het uitzetten van Helicopter Landing Sites (HLS), Drop Zones (DZ) en Air Landing Zones (ALZ) t.b.v. inzet van de brigade (pathfinders).
11 BVE beschikt over een verhoogde capaciteit om selectief doelen uit schakelen middels Close Air Support (CAS) of door middel van snipers die geïntegreerd zijn in de verkennings- en pathfindergroepen. Omdat pathfinders en verkenners vaak zelfstandig en op grote afstand van ondersteuning optreden beschikken alle groepen tevens over medische specialisten (SF Medic/CLS), snipers en communicatiespecialisten om hun voortzettingsvermogen te vergroten. Daarnaast zijn alle pathfinders militaire vrije val (MVV)-opgeleid en kunnen zij als zodanig door middel van HAHO- en HALO-sprongen worden ingezet.

### 11 Geniecompagnie

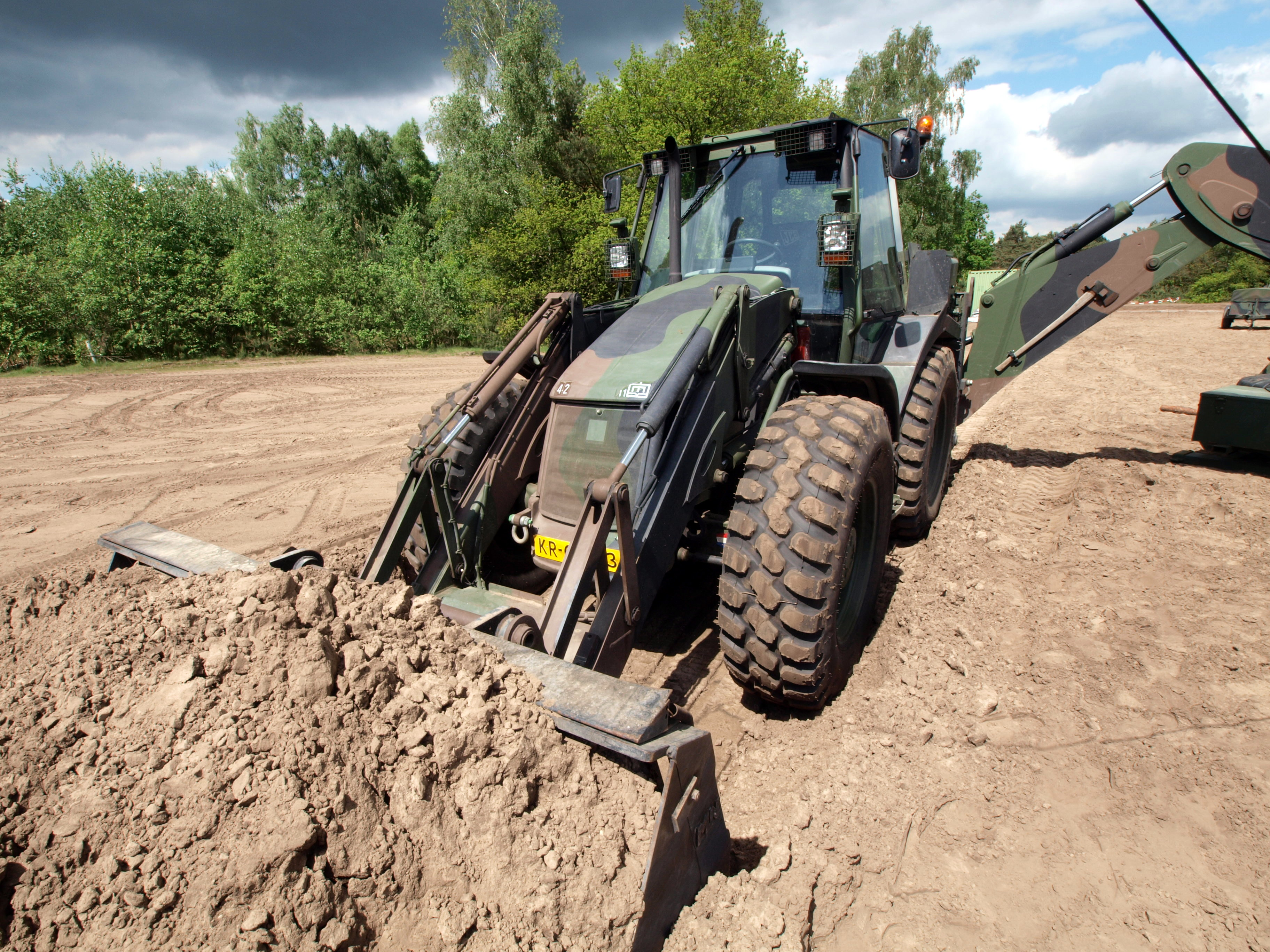
Graaflaadmachine JCB 4CX-M van 11 Geniecompagnie (Landmachtdagen 2012, Oirschot)

11 Geniecompagnie bestaat uit zo'n 230 militairen en wordt geleid door een luitenant-kolonel. Sinds de uitbreiding in 2019 bestaat de compagnie uit vijf pelotons. Het eerste peloton ondersteunt 11 Infanteriebataljon en gespecialiseerd in Airdrop en Airland. Personeel van het peloton is opgeleid tot parachutist (automatische opening), ook het materieel en de uitrusting kan middels parachute worden ingezet. Het tweede peloton is aangesloten aan bij 12 Infanteriebataljon in het kader van SOF Support ter ondersteuning van het KCT. Binnen dit peloton valt tevens de Advanced Search (AS)-capaciteit, met een focus op explosieven en demolitie en de daarbij horende Explosive Detection Dogs. Het derde peloton is aangesloten bij 13 Infanteriebataljon en het Air Assault optreden en ondersteunt met raids, cordon en searchoperaties, zoals breachen. Het verkenningspeloton van de genie opereert zelfstandig, maar kan daarnaast ook integreren en samenwerken met 11 Brigade Verkenningseskadron en zijn Pathfinders. De genieverkenners is toegelegd op waterrijke gebieden (zowel op als onder water), inzet via de lucht of over land. Voor samenwerking met de Pathfinders is een klein aantal genisten militaire vrije val (MVV)-opgeleid.
De bouwmachinegroep is omgedoopt tot Obstacle & Minepeloton, een klein aantal militairen is opgeleid in bouwkunde techniek, installatietechniek en elektrotechniek. De hoofdtaak blijft contramobiliteit en area denial i.c.m. grond-, weg- en waterbouw. Het peloton bestaat uit twee groepen en beschikt voor de contramobiliteitstaken over speciale middelen als spijkermatten die afgezet kunnen worden als hindernis of blokkade. Een andere ontwikkeling is heavy airdrop in samenwerking met 11 Bevoorradingscompagnie. Middels deze methode kunnen bijvoorbeeld bouwmachines per parachute worden gedropt.

### 11 Herstelcompagnie
De militairen van de herstelcompagnie herstellen motoren, terreinwagens, vrachtwagens, wapens en het elektronisch materieel van de brigade. Dit herstel gebeurt in een werkplaats maar soms ook in het veld, dicht bij de strijd. Met het Battle Damage Repair voert de monteur snel kleine herstelwerkzaamheden uit. Hierdoor kan materieel snel weer gebruikt worden.

### 11 Bevoorradingscompagnie

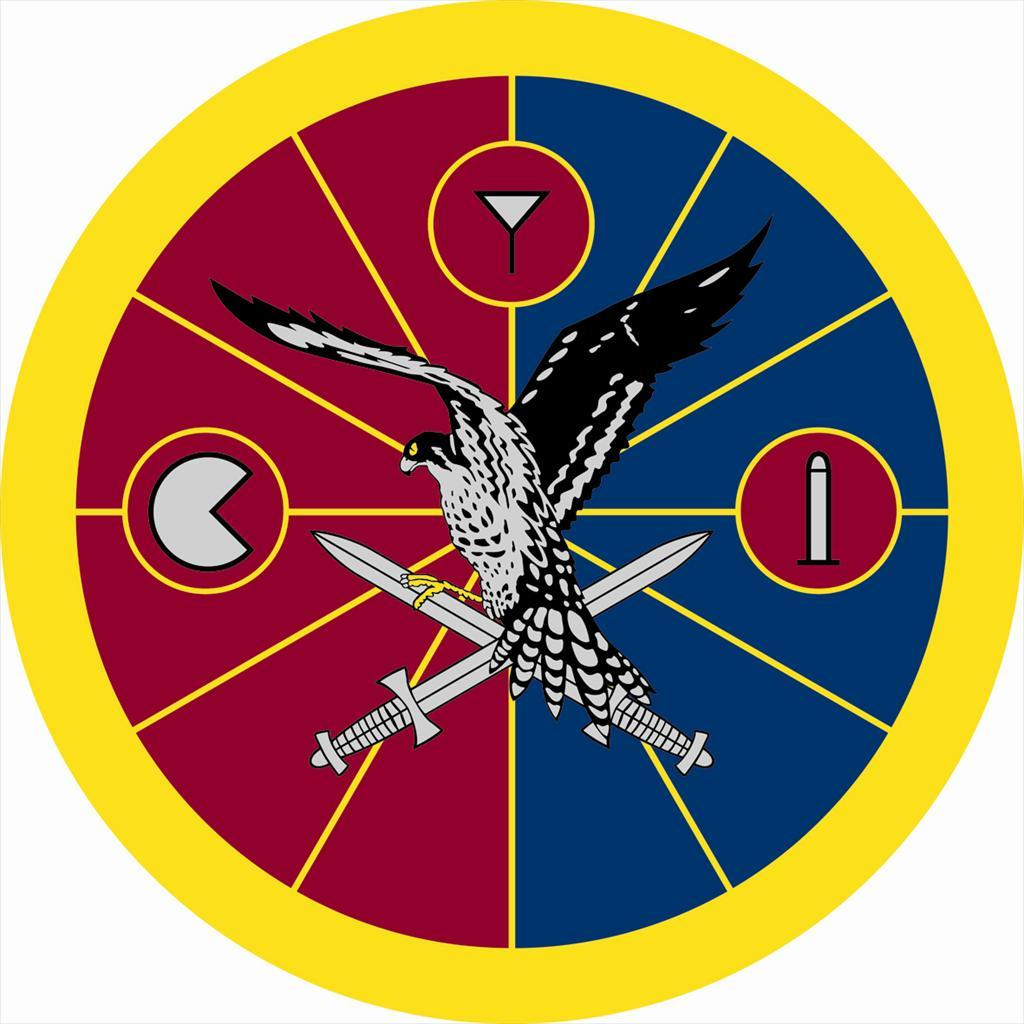
11 Bevoorradingscompagnie

De bevoorradingscompagnie zorgt voor een tijdige aanvoer van munitie, voeding, water, brandstof en reservedelen overal waar de brigade optreedt. Voor deze taak heeft de compagnie een veelzijdig wagenpark tot zijn beschikking, van grote vrachtauto’s met hijskraan tot luchtmobiel speciale voertuigen en terreinvaardige heftrucks die onder de helikopter vervoerd kunnen worden. Daarnaast speelt de compagnie een belangrijke rol bij het invliegen van de brigade naar een inzetgebied. De compagnie zorgt er dan voor dat al het personeel en materieel van de brigade in en onder de juiste helikopter komt. Hiervoor heeft de compagnie de middelen die benodigd zijn voor het vervoer onder de helikopters in beheer.

### 11 Geneeskundige compagnie

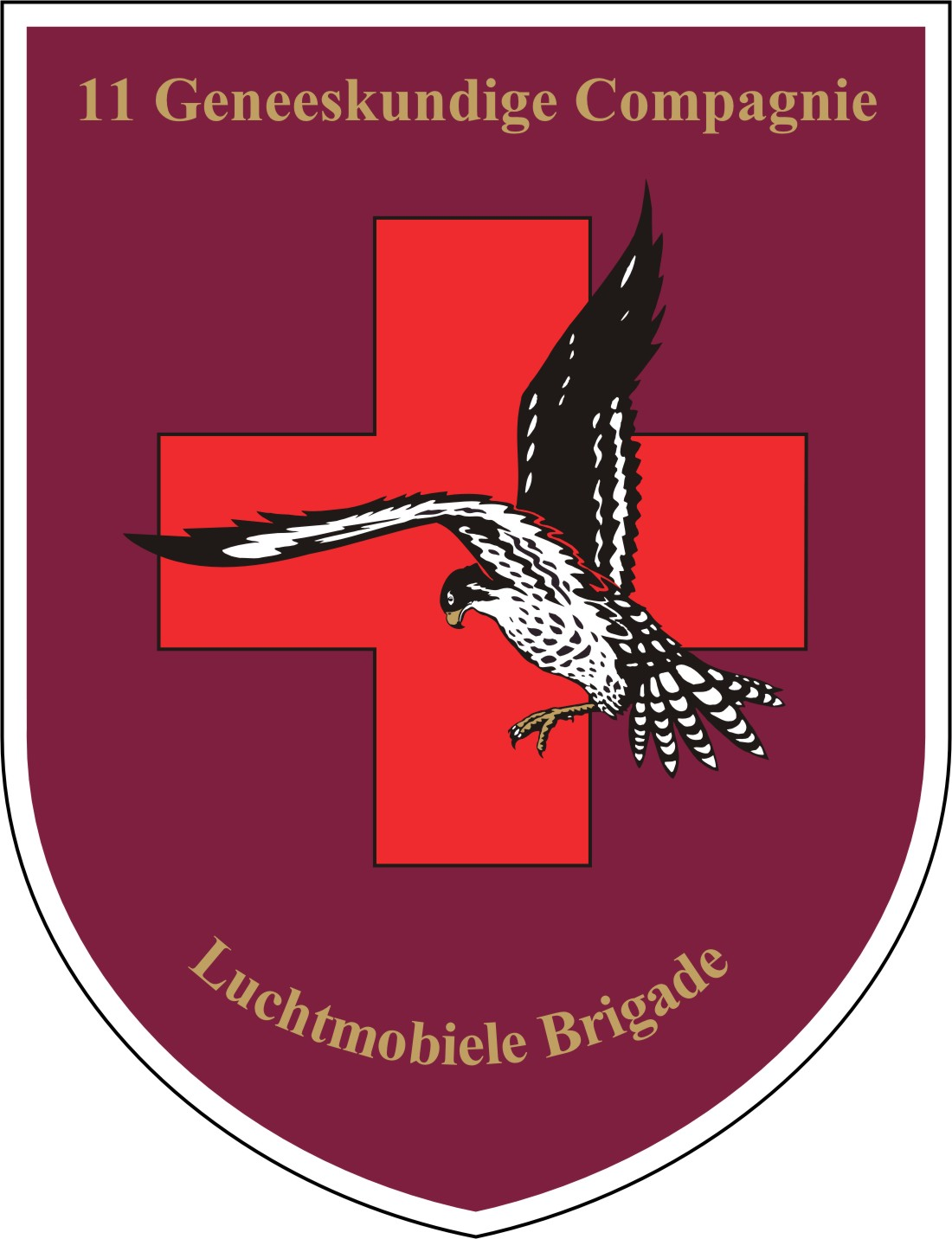
11 Geneeskundige compagnie

Voor de geneeskundige verzorging valt de brigade terug op de geneeskundige compagnie. De eenheid is 165 militairen sterk en is gelegerd in Assen, met een dependance van twee geneeskundige pelotons in Schaarsbergen. De eenheid beschikt over een compagniesstaf, logistiek peloton en 3 geneeskundige pelotons. Hierin zijn negen hulpposten en 51 geneeskundige afvoermiddelen onder gebracht. Hiermee wordt de spoedeisende, curatieve en preventieve zorg verleend aan al het personeel binnen de brigade en steun geleverd ver daarbuiten. Een groot deel van deze middelen zijn luchtmobiel transportabel.
De commando elementen van de eenheid dragen bij aan de geneeskundige besluitvorming en planning van de geneeskundige middelen in de voorbereiding en uitvoering van missies. Samen met de Sectie G Med van de brigade kunnen zij gezamenlijk een Medische Cel vormen. Het afstemmen van de tijdige evacuatie van gewonden en zieken van het moment van gewond raken tot aan een ziekenhuis in Nederland behoort tot hun taak.
Het bureau Trainen en Gereed stellen (TGS) zorgt ervoor dat het personeel van de eenheid voldoende kennis heeft en getraind is om onder de meest uiteenlopende omstandigheden hun geneeskundige taken te vervullen. In deze taak ondersteunen zij tevens het personeel van de overige eenheden van de brigade. Hiervoor heeft de eenheid trainingsfaciliteiten ter beschikking in Assen en Schaarsbergen.
Het logistieke peloton is de olie van de eenheid en zorg voor vele logistieke randvoorwaarden van de eenheid en de bevoorrading van de geneeskundige middelen voor de gehele brigade.

### 20 Natresbataljon

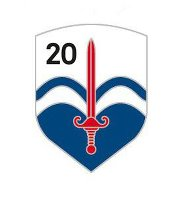
20 Natresbataljon

Sinds 2012 maakt 20 Natresbataljon van het Korps Nationale Reserve deel uit van de Luchtmobiele Brigade. Binnen de brigadestaf zit ook de Regionaal Militair Commandant, een kolonel die is belast met Nationale Operaties in het deel Noord-Holland, Zuid-Holland en Utrecht dat onder de Luchtmobiele Brigade valt. Het korps maakt sinds 1948 deel uit van de Koninklijke Landmacht. Hoofdtaak van het korps is het bewaken en beveiligen van het Nederlandse grondgebied. De Natres bestaat uit circa 3.000 actief dienende reservisten, verdeeld over 3 regionaal georganiseerde bataljons van elk ongeveer 900 personen, dat is inclusief een bataljonsstaf van ongeveer 40 personen. De drie bataljons zijn ingedeeld bij 43 Gemechaniseerde Brigade, 13 Lichte Brigade en 11 Luchtmobiele Brigade. 20 Natresbataljon bestaat uit zes compagnieën onder de brigade en verantwoordelijk voor West en Midden Nederland. De compagnieën bestaan uit circa 150 personen, gecommandeerd door een kapitein. Alle compagnieën bestaan in 2023 uit 4 pelotons van ongeveer 35 personen. Elk peloton wordt geleid door een luitenant. Elk peloton bestaat uit drie groepen van ongeveer 10 personen, geleid door een sergeant. Eerder bestond de Alfa compagnie uit 5 pelotons.

### School Luchtmobiel
School Luchtmobiel heeft als taak het zorg dragen voor het opleiden van kwalitatief hoogwaardig personeel voor de luchtmobiele Brigade. De eindeisen waaraan de leerlingen moeten voldoen zijn bepaald door de commandant Luchtmobiele Brigade. De leerling of cursist haalt de eisen en verdient de Rode Baret of haalt de eisen niet en gaat geen deel uitmaken van de brigade.
School Luchtmobiel verzorgt de volgende opleidingen:
- Algemene Militaire Opleiding Luchtmobiel (AMOL): een 28 weken durende praktische opleiding die opleidt voor de rode baret. Deze opleiding is bedoeld voor mensen zonder en met dienstervaring.
- Voortgezette Algemene Kader Opleiding Luchtmobiel (VAKOL): een 8 weken durende opleiding bedoeld voor kaderleden in de rang van sergeant tot en met generaal die een functie gaan bekleden bij de brigade en nog niet eerder hun rode baret gehaald hebben.

De school voert ook de Beroeps Praktijk Vorming (BPV) stages uit voor de leerlingen in het MBO VEVA traject, faciliteert de Kennismakingsdagen Luchtmobiel en verzorgt op incidentele basis een aantal opleidingen voor de Nationale Reserve.
School Luchtmobiel bestaat uit een staf, een bevoorrading- en transport groep en 8 instructiepelotons.

### School Grond Lucht Samenwerking

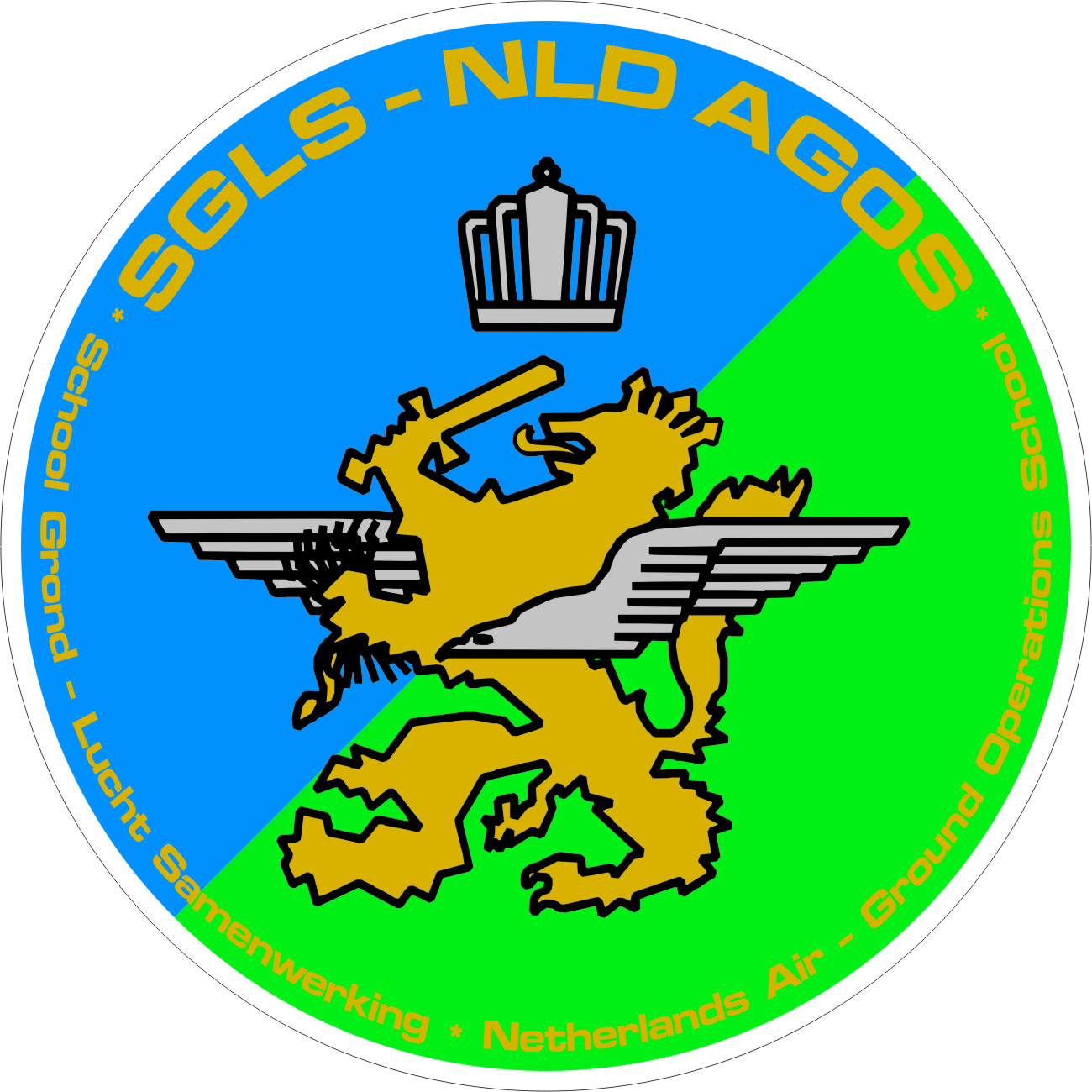
School Grond Lucht Samenwerking

De SGLS is, als Joint Organisatie Eenheid, onderdeel van het Opleidings- en Trainingscommando van de Landmacht waar militairen van alle krijgsmachtsdelen werken. De opdracht van de SGLS is het verzorgen van cursussen, voor de gehele krijgsmacht en NATO partners, in het vakgebied geïntegreerd Grond-Luchtoptreden en het daar waar mogelijk ondersteunen van trainingen en/of missies op dat gebied. Om deze opdracht uit te voeren beschikt de SGLS over twee instructiegroepen, de instructiegroep Fixed Wing (vliegtuigen) en de instructiegroep Rotary Wing (helikopters).
De belangrijkste cursussen van de instructiegroep Fixed Wing zijn gericht op Airspace Control (ASC), Airspace Management (ASM) en Air Operations (AIROPS), het opleiden van Air Liaison Officers (ALO) en Ground Liaison Officers (GLO), het opleiden en trainen van Forward Air Controllers (FAC) en het opleiden van Laser Operators. De belangrijkste cursussen van de instructiegroep Rotary Wing zijn gericht op heli handling, zoals Landing Point Finders (LPF), Landing Point Commanders (LPC) en Heli Handling Instructors (HHI),
alternatieve in- en uitstijgmethodes zoals abseilen, fastropen en spie-riggen met helikopters, samenwerking met gevechtshelikopters (Close Combat Attack oftewel CCA) en het uitvoeren van de benodigde currency-checks.

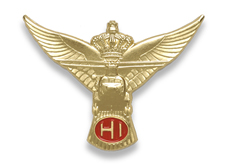
Helicopter Instructor
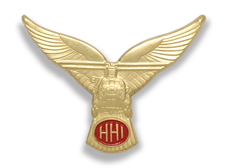
Helicopter Handling Instructor
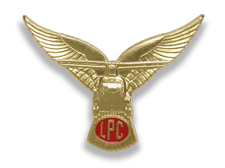
Landing Point Commander
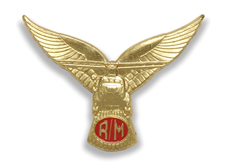
Rigger Marshaller

### Voormalige eenheden

#### 11 Mortiercompagnie "Margriet"
11 Mortiercompagnie "Margriet" RSPB was de vuursteuneenheid van 11 LMB. De zelfstandige compagnie werd opgericht op 24 september 1994. Ze bestond uit 3 pelotons met elk vier 120 mm Brandt Rayé mortieren. Al het ingedeelde personeel was ook opgeleid om ingezet te worden voor infanterietaken. De eenheid was gelegerd op de Johan Willem Frisokazerne in Assen.
De Margrietcompagnie was genoemd naar de in 1944 opgerichte LKP verzetsgroep 'Margriet' uit de omgeving 's-Hertogenbosch/Rosmalen (die op haar beurt was genoemd naar Prinses Margriet). Na de bevrijding van Den Bosch eind 1944 werd deze groep de 3e compagnie van de Brabantse Stoottroepen. Sindsdien heeft het Regiment Stoottroepen altijd een ‘Margrietcompagnie’ gehad.
In 2012 werd 11 Mrcie RSPB opgeheven als gevolg van bezuinigingen. De taken zijn overgenomen door het Vuursteun Commando (VustCo).
Sinds 2025 is er echter weer een 120Mm peloton geplaatst bij 11 Infanteriebataljon en 13 Infanteriebataljon.
Wegens de specifieke taken van 12 Infanteriebataljon krijgen hun GEEN eigen 120mm Peloton

#### 11 Luchtverdedigingscompagnie "Samarinda"

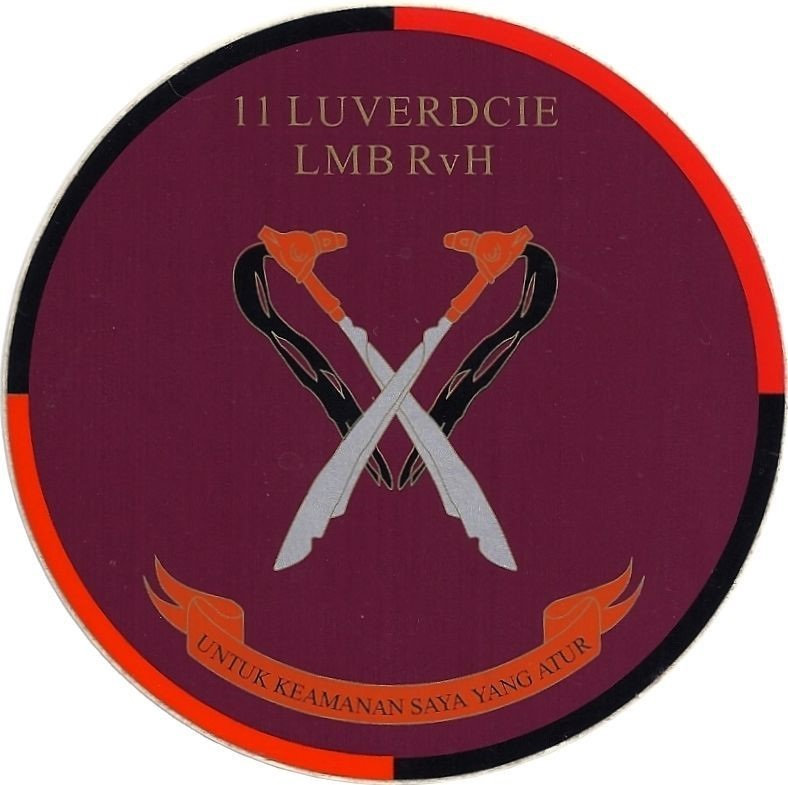
Embleem 11 Luverdcie

11 Luchtverdedigingscompagnie "Samarinda" RvH was de luchtverdedigingseenheid van 11 LMB. De compagnie werd opgericht op 5 december 2000 en was gelegerd op de Oranjekazerne in Schaarsbergen.
Bij de oprichting van 11 LMB in 1992 was in ieder infanteriebataljon een stingerpeloton opgenomen dat bestond uit 3 stingergroepen en een radargroep met 3 WALS-radars. Iedere stingergroep bestond uit 3 ploegen met elk 2 Stinger raketten.
Op 5 december 2000 werden de drie stingerpelotons uit de bataljonsorganisaties gehaald, en ondergebracht in de nieuw opgerichte 11 Luverdcie RvH "Samarinda". Deze compagnie werd onderdeel van het Regiment van Heutsz. Het kader van 11 Luverdcie was afkomstig van het Korps Luchtdoelartillerie, terwijl het personeel was ingedeeld bij het Regiment van Heutsz. De eenheid was genoemd naar de vliegvelden Samarinda 1 en 2 in Nederlands-Indië, waar luchtverdedigingseenheden van het KNIL streden tijdens de Japanse inval. De wapenspreuk van de eenheid was ‘Untuk keamanan saya yang atur’ (Maleis voor: ’We staan voor veiligheid’). Het embleem bestond uit twee gekruiste mandau’s met oranje gevest en een oranje banderol met wapenspreuk op een bordeauxrode achtergrond met zwart-rode rand. De mandau is het traditionele wapen van de Dajaks, de oorspronkelijke bewoners van Borneo, het eiland waarop Samarinda 1 en 2 lagen. De kleur bordeauxrood staat voor luchtmobiel, terwijl oranje en zwart de kleuren van het Regiment van Heutsz zijn en zwart en rood die van het Korps Luchtdoelartillerie.
11 Luverdcie bestond uit een stafgroep, een radargroep met WALS-radars en 3 stingerpelotons. Al het ingedeelde personeel was ook opgeleid om ingezet te worden voor infanterietaken en als boordschutter aan boord van de helikopters van het CLSK.
11 Luverdcie werd in 2011:p362 opgeheven als gevolg van bezuinigingen. De taken zijn overgenomen door het Defensie Grondgebonden Luchtverdedigingscommando (DGLV).

## Bewapening
De militairen van de brigade beschikken over de volgende bewapening:
| Naam                        | Herkomst            | Type                       | Kaliber                  | Foto     | Opmerkingen |          |
| Pistolen                    | Pistolen            | Pistolen                   | Pistolen                 | Pistolen | Pistolen | Pistolen |
| --------------------------- | ------------------- | -------------------------- | ------------------------ | -------- | --- | -------- |
| Glock 17                    | Oostenrijk          | Pistool                    | 9×19mm Parabellum        |          | Standaard handvuurwapen binnen de gehele brigade. |          |
| Shotguns                    |                     |                            |                          |          | |          |
| Mossberg M590               | Verenigde Staten    | Hagelgeweer                | Kaliber 12               |          | Shotgun waarvan twee varianten in gebruik zijn: een gecamoufleerde uitvoering met kolf en de Mossberg met pistoolgrip en schuifkolf. Bedoeld voor oorlogvoering in de jungle en het uitschakelen van mensen of materieel op korte afstand. De M590 wordt ook ingezet voor het breachen, het openschieten van bijvoorbeeld deuren.                                               |          |
| Geweren                     |                     |                            |                          |          | |          |
| Colt C7NLD                  | Canada              | Aanvalsgeweer              | 5,56×45mm NAVO           |          | Standaard aanvalsgeweer. Sinds 2009 zijn de C7’s gemodificeerd en uitgerust met onder andere een Aimpoint CompM4-richtkijker, een telescopische kolf, een aangepaste vuurregelaar en patroonhouderpal en een railsysteem. Ook is een nieuwe coating aangebrachten, en kan een handgreep met uitschuifbare tweepoot voor een stabielere liggende schietpositie worden bevestigd. |          |
| Karabijnen                  |                     |                            |                          |          | |          |
| Colt C8NLD                  | Canada              | Karabijn                   | 5,56×45mm NAVO           |          | Standaard karabijn, met een kortere loop dan de C7. Sinds 2007 voorzien van dezelfde modificaties als de C7. De C8's bieden meer bewegingsvrijheid bij optreden in verstedelijkt gebied en zijn in gebruik bij o.a. stafeenheden, parachutisteneenheden en overige specialistische eenheden.                                                                                    |          |
| HK416                       | Duitsland           | Karabijn                   | 5,56×45mm NAVO           |          | Karabijn in gebruik bij de (genie-)verkenningseenheden. |          |
| Scherpschuttersgeweren      |                     |                            |                          |          | |          |
| Accuracy International AWM  | Verenigd Koninkrijk | Scherpschuttersgeweer      | .338 Lapua Magnum        |          | Scherpschuttergeweer (antipersoneel) dat in gebruik is bij de snipergroepen. |          |
| Accuracy International AXMC | Verenigd Koninkrijk | Scherpschuttersgeweer      | .338 Lapua Magnum        |          | Scherpschuttersgeweer (antipersoneel) dat in gebruik is bij het snipergroepen, opvolger van de Accuracy AWM. |          |
| Barret M82A1                | Verenigde Staten    | Scherpschuttersgeweer      | .50 Browning Machine Gun |          | Scherpschuttersgeweer (antimaterieel) dat in gebruik is bij de snipergroepen. |          |
| Machinegeweren              |                     |                            |                          |          | |          |
| FN Minimi                   | België              | Licht machinegeweer        | 5,56×45mm NAVO           |          | Bandgevoed licht machinegeweer dat in gebruik is binnen de infanteriebataljons. Persoonlijk wapen, gebruikelijk twee Minimi's per groep. |          |
| FN MAG                      | België              | Middelzwaar machinegeweer  | 7,62×51mm NAVO           |          | Bandgevoed middelzwaar machinegeweer dat in gebruik is binnen alle eenheden, groepsbewapening. Tevens in gebruik als boordwapen op verschillende voertuigen. |          |
| Browning M2                 | Verenigde Staten    | Zwaar machinegeweer        | .50 Browning Machine Gun |          | Bandgevoed zwaar machinegeweer, ondersteuningswapen. De .50 wordt geplaatst op grond- of voertuigaffuiten. |          |
| Granaatwerpers              |                     |                            |                          |          | |          |
| Heckler & Koch UGL          | Duitsland           | Granaatwerper              | 40mm-granaat             |          | Underslung granaatwerper die onder de C7-, C8- en HK416-aanvalsgeweren kan worden bevestigd. |          |
| Heckler & Koch AGW          | Duitsland           | Automatische granaatwerper | 40mm-granaat             |          | De AGW wordt voornamelijk als boordwapen op een ringaffuit gebruikt, maar is ook los inzetbaar; het wapen staat dan op een driepootaffuit. |          |
| Antitankwapens              |                     |                            |                          |          | |          |
| Panzerfaust 3               | Duitsland           | Antitankwapen              | 110mm                    |          | Draagbaar terugstootloos antitankwapen. Het wapen vuurt verschillende soorten munitie gericht af, met het Dynarange-afvuursysteem tot een afstand van maximaal 600 meter. Het wapensysteem is geschikt tegen tanks, pantservoertuigen, versterkte opstellingen en (lichte) bunkers. Ook is het mogelijk om stil hangende helikopters onder vuur te nemen.                       |          |
| Spike MR                    | Israël              | Antitankwapen              | 130mm                    |          | Antitankraket voor de middellangeafstand. Af te vuren vanaf een kleine 3-pootstandaard, naast gevechtstanks ook inzetbaar tegen andere zwaar gepantserde doelen. |          |

## Voertuigen
| Naam       | type                            | rol                                                                             |
| ---------- | ------------------------------- | ------------------------------------------------------------------------------- |
| Bushmaster | MRAP                            | voor troepentransport op missie                                                 |
| LSV        | luchtmobiel speciaal voertuig   | versie Algemene Dienst en versie gewondentransport                              |
| KTM        | KTM 350 EXC-F 11LMB enduromotor | motor voor snelle verplaatsing                                                  |
| MB290GD    | MB 290GD 12 kN                  | omgebouwde MB ziekenwagens,verkenningsvoertuig voor de zware wapen compagnieën. |
| MB290GD    | MB 290GD 7,5 kN                 | versie Algemene Dienst en versie mortiergroepen met aanhanger                   |
| MB290GD    | MB 290GD 10 kN                  |                                                                                 |
| MB280CDI   | MB 280CDI                       | bepantserd (alleen op uitzending)                                               |
| DAF        | DAF YAP-4442 en YAD-4442        | 'viertonner' versie voor personentransport en versie algemene dienst.           |
| DAF        | DAF YAZ-2300                    | tientonner                                                                      |
| DAF        | DAF YBB-95.480                  | bergingsvoertuig                                                                |

Het Defensie Helikopter Commando maakt gebruik van een aantal types helikopters in de samenwerking met de Luchtmobiele Brigade.
- Boeing AH-64D Apache gevechtshelikopter
- Boeing CH-47F Chinook transporthelikopter 11 LMB gebruikt 3 manieren om een chinook te verlaten via parachute, fastrope en uitstijgend.
- Eurocopter AS 532U2 Cougar Mk 2 transporthelikopter
- NH Industries NH90 NFH transporthelikopter

De 11 Luchtmobiele Brigade maakt ook gebruik van 4 Lockheed C-130H en C-130H extended transport vliegtuigen van de Koninklijke Luchtmacht om parachute te springen.

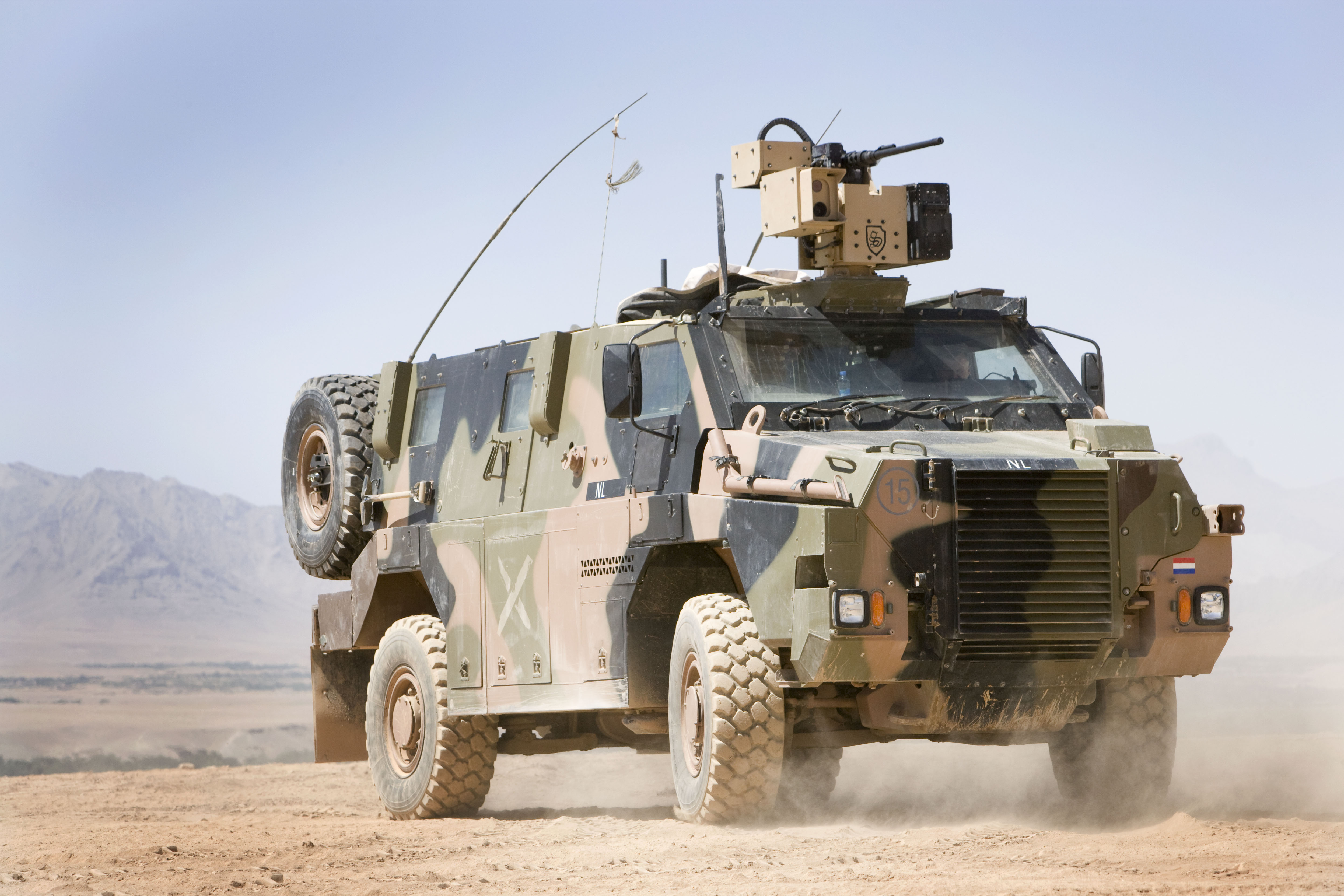
Bushmaster
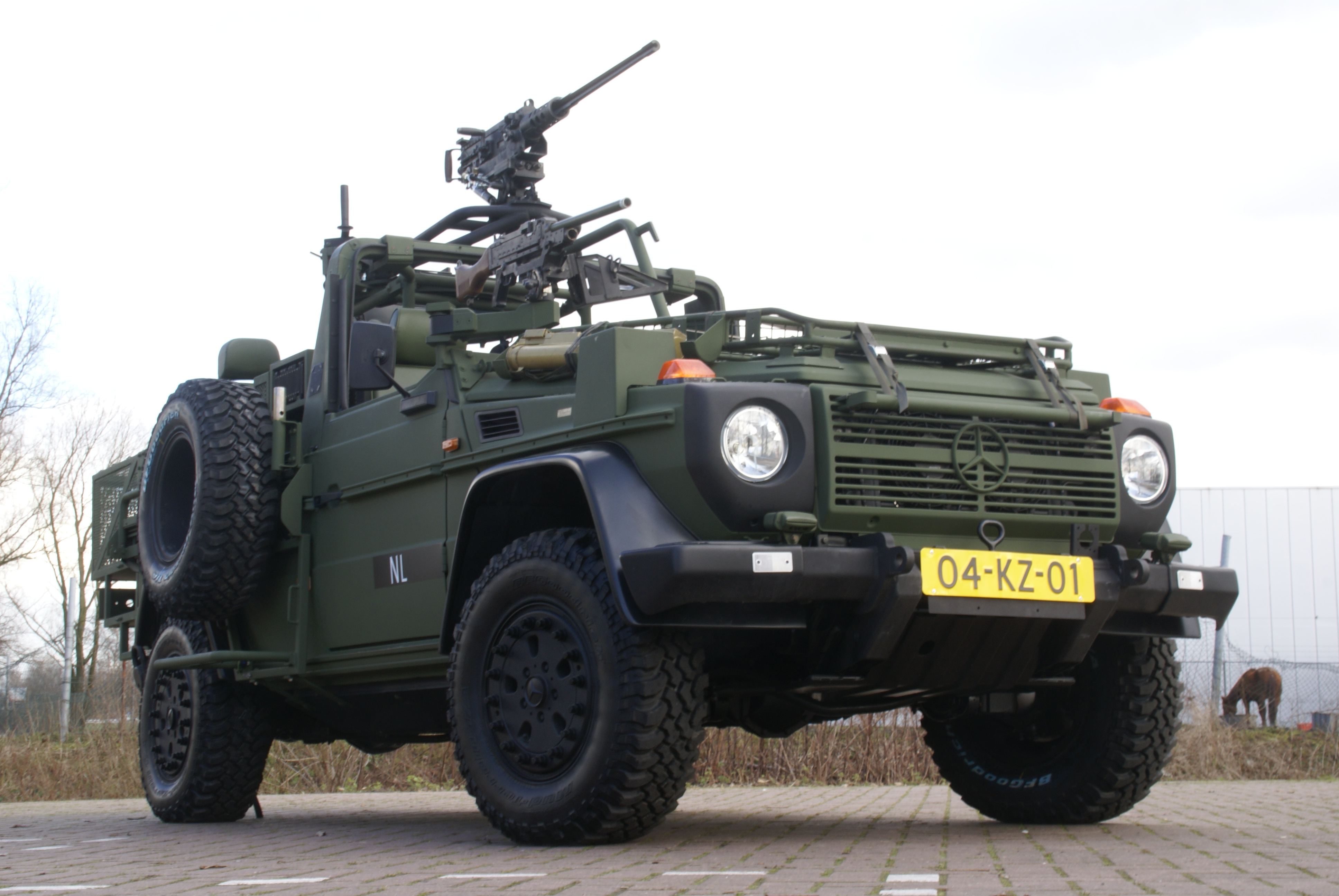
MB G280CDI
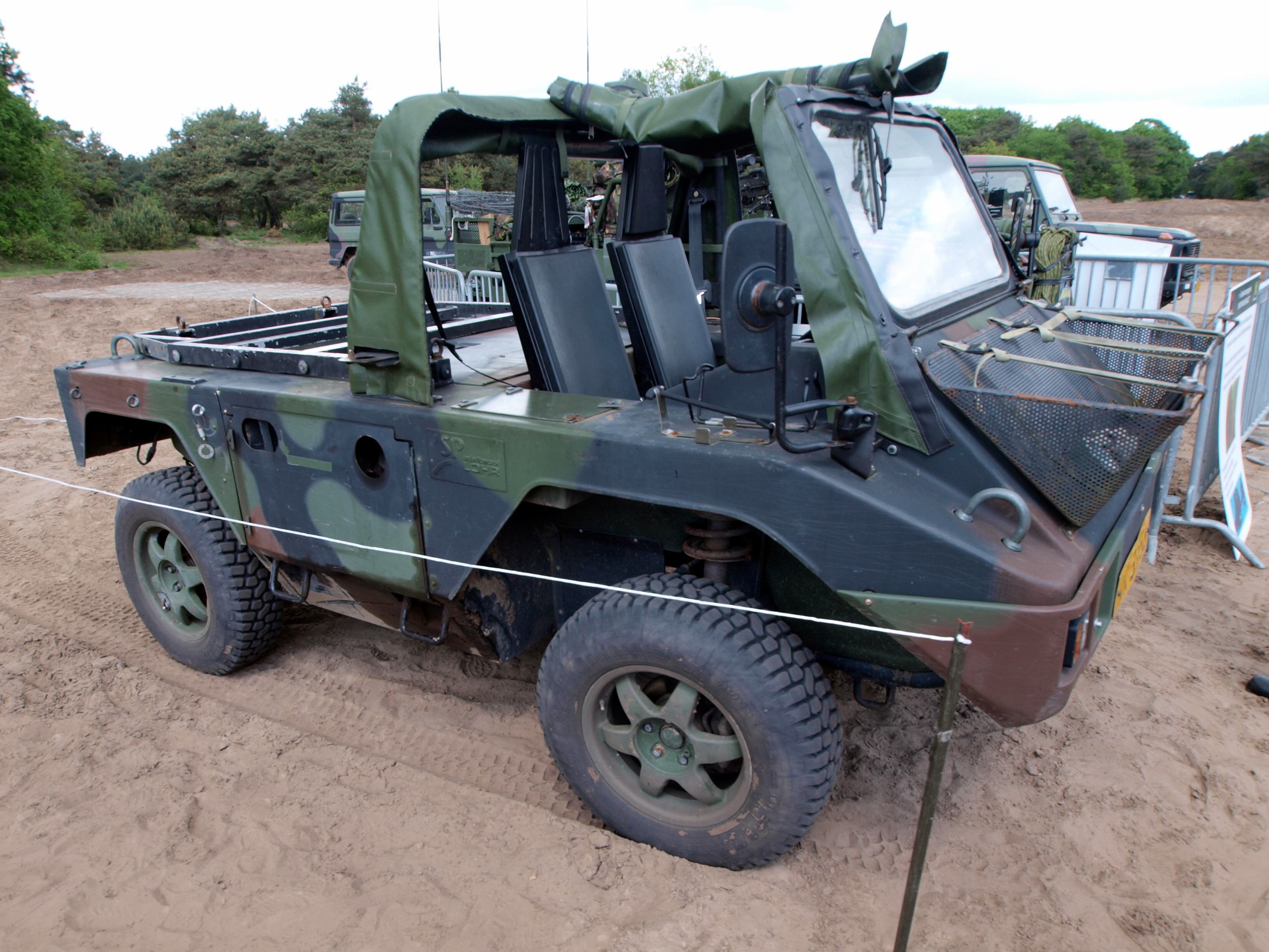
LSV
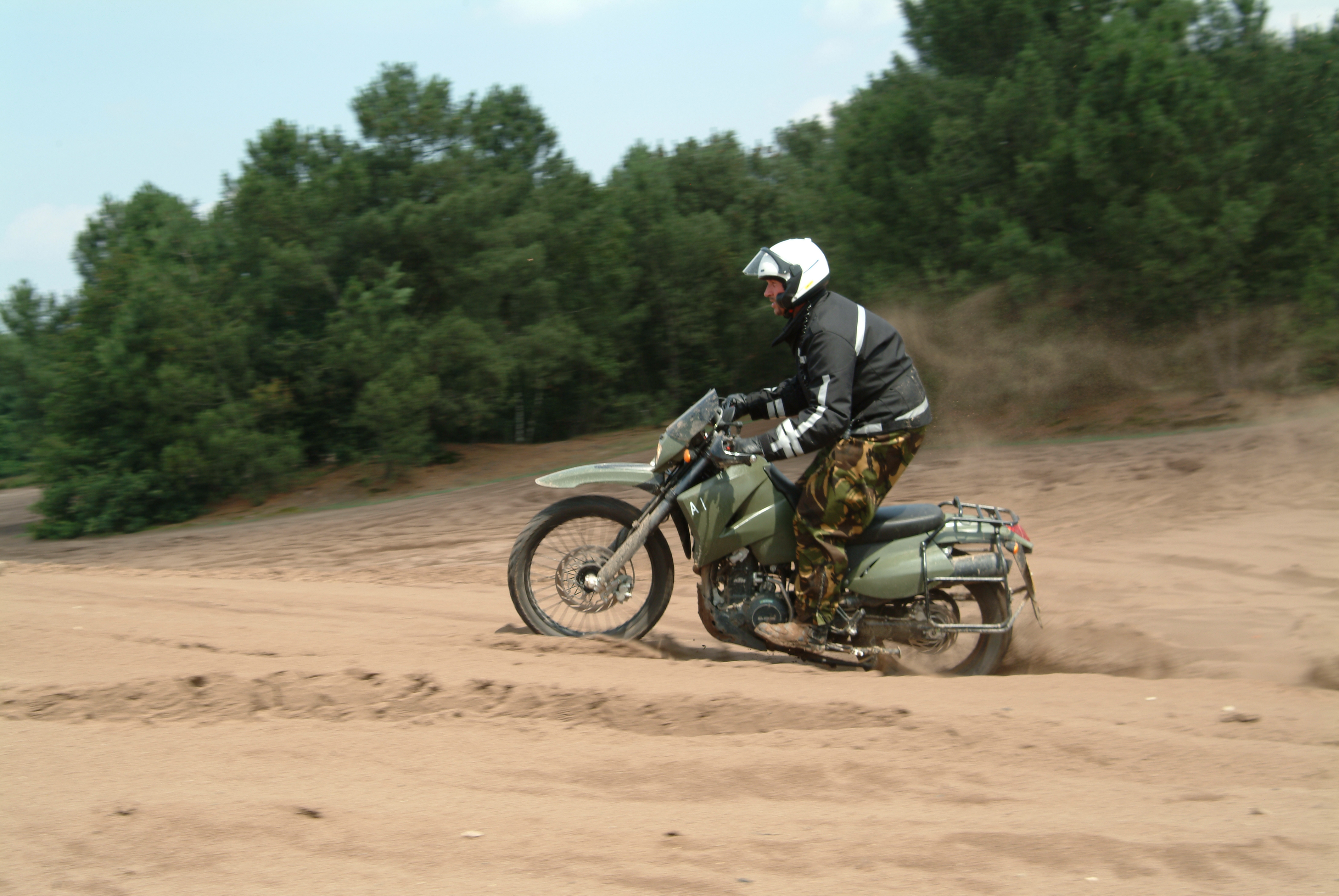
KTM Enduro
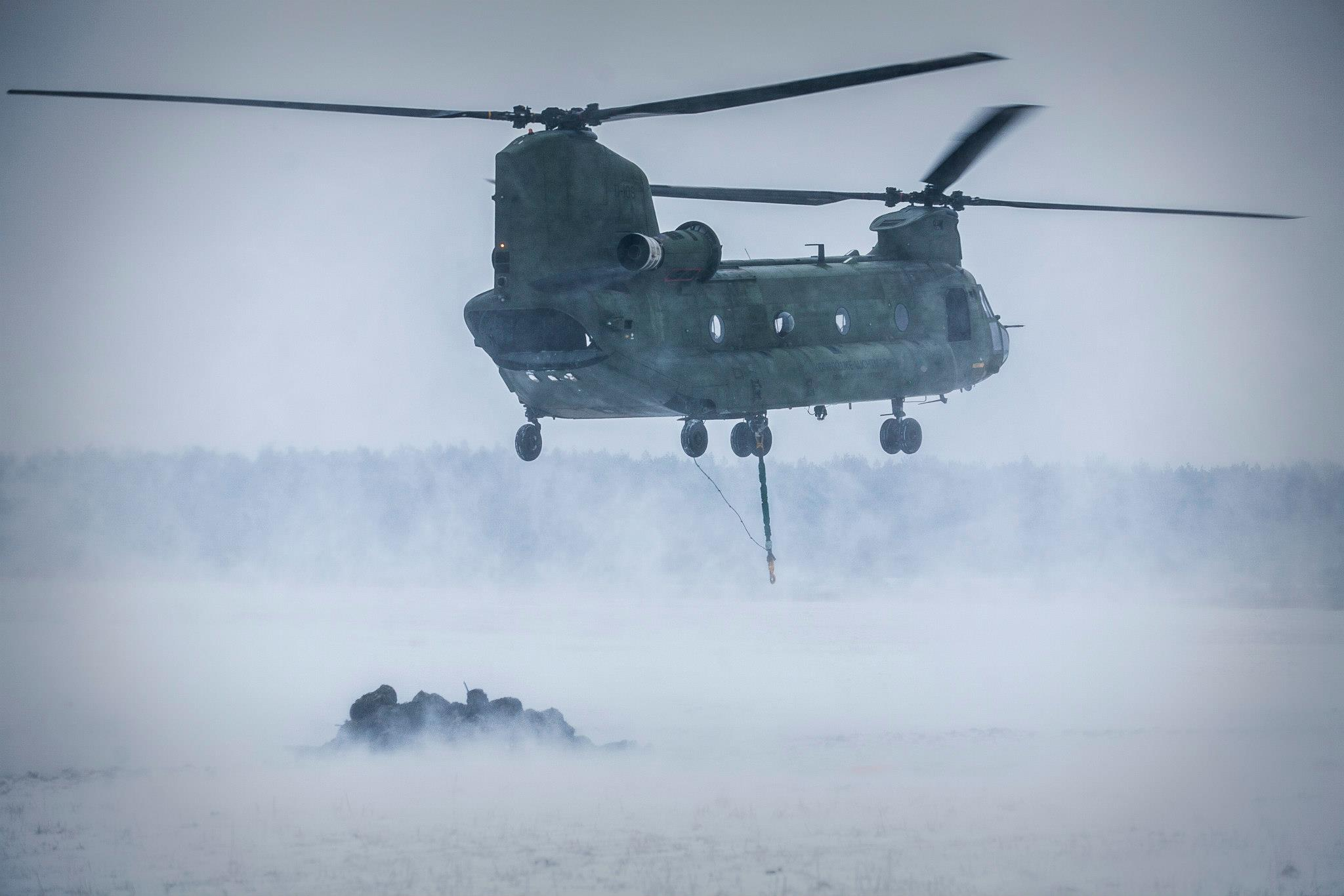
Chinook CH-47
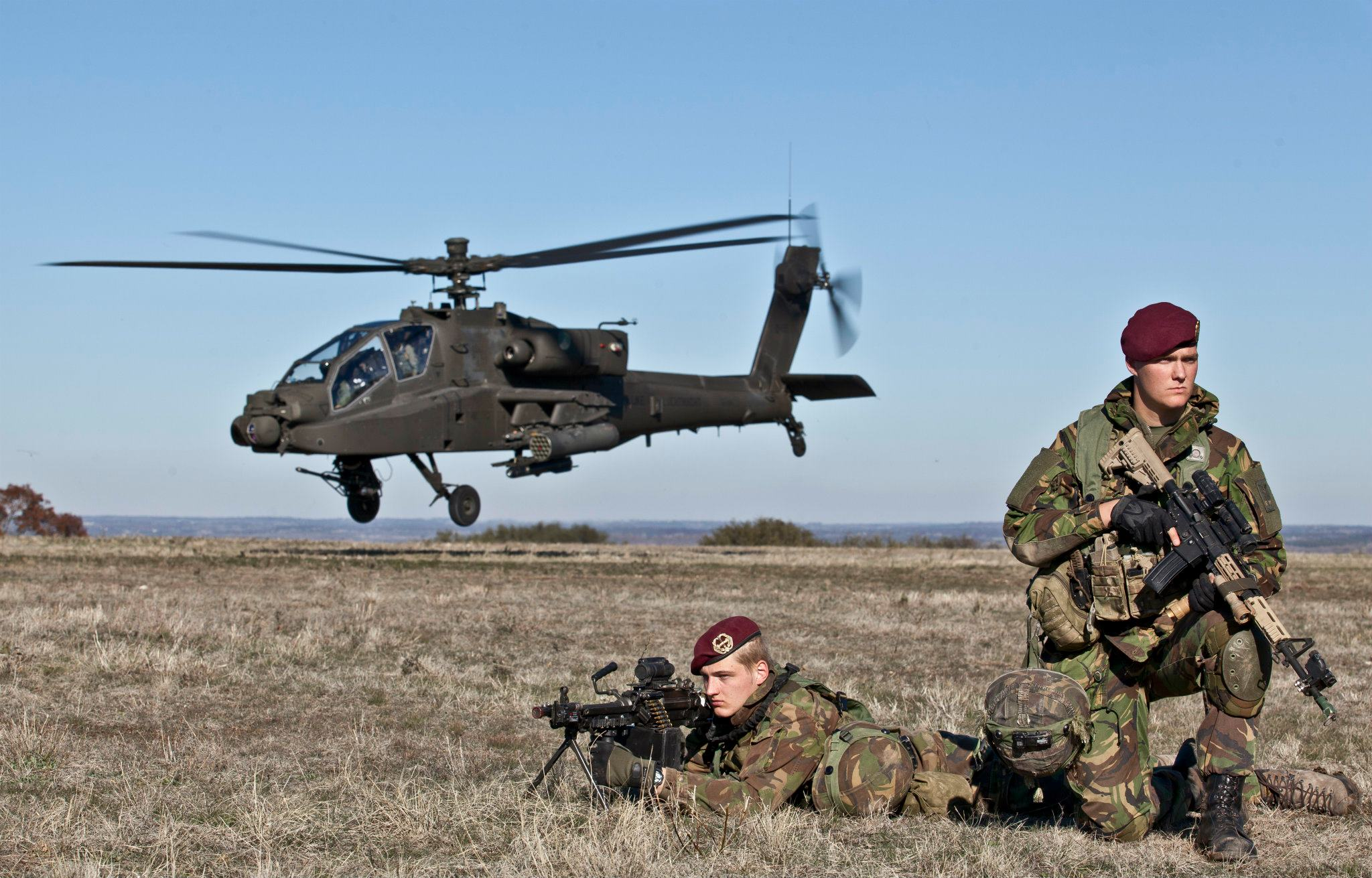
Apache AH-64
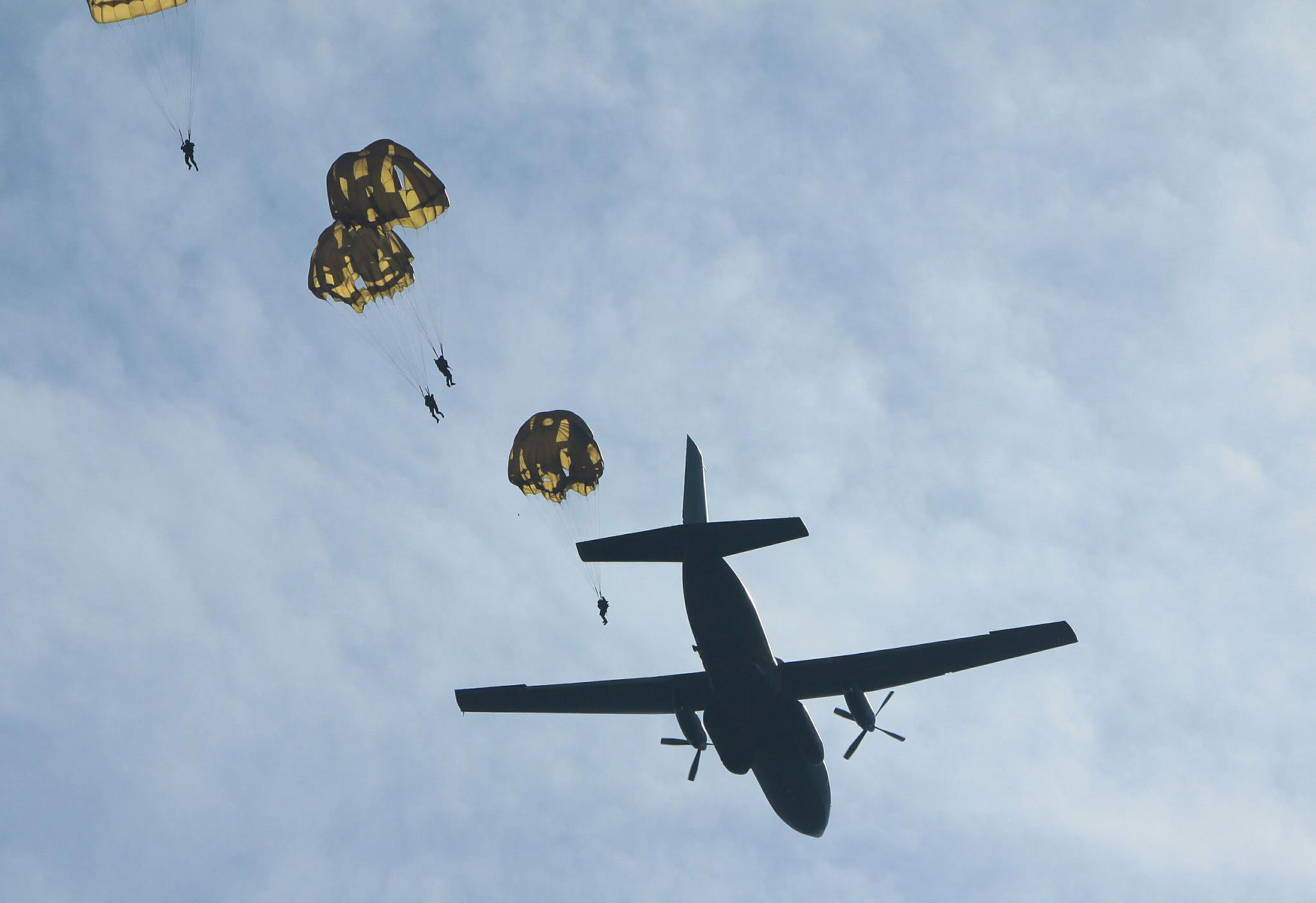
Parachutisten springen uit een C-160 Transall

## Missies
Sinds de oprichting van de brigade in 1992 heeft Luchtmobiel bijgedragen aan onderstaande missies.
| Jaar         | Naam                 | Locatie                   |
| ------------ | -------------------- | ------------------------- |
| 1994 - 1995  | UNPROFOR             | Bosnië                    |
| 1996         | Implementation Force | Bosnië                    |
| 1998         | UNFICYP              | Cyprus                    |
| 1999 - 2000  | KFOR                 | Kosovo                    |
| 1999 - 2000  | SFOR                 | Bosnië                    |
| 2000         | UNMEE                | Ethiopië                  |
| 2001         | Essential Harvest    | Macedonië                 |
| 2002         | Amber Fox            | Macedonië                 |
| 2002 - 2003  | ISAF                 | Afghanistan               |
| 2004 - 2005  | SFIR                 | Irak                      |
| 2006         | MONUC                | Congo & Gabon             |
| 2006 - 2010  | ISAF                 | Afghanistan               |
| 2011 - heden | ACOTA                | Burundi, Rwanda & Oeganda |
| 2012 - 2013  | PTG                  | Afghanistan               |
| 2012 - heden | Compagnie in de West | Curaçao                   |
| 2015 - 2019  | MINUSMA              | Mali                      |
| 2015-heden   | CBMI                 | Irak                      |

## Commandanten

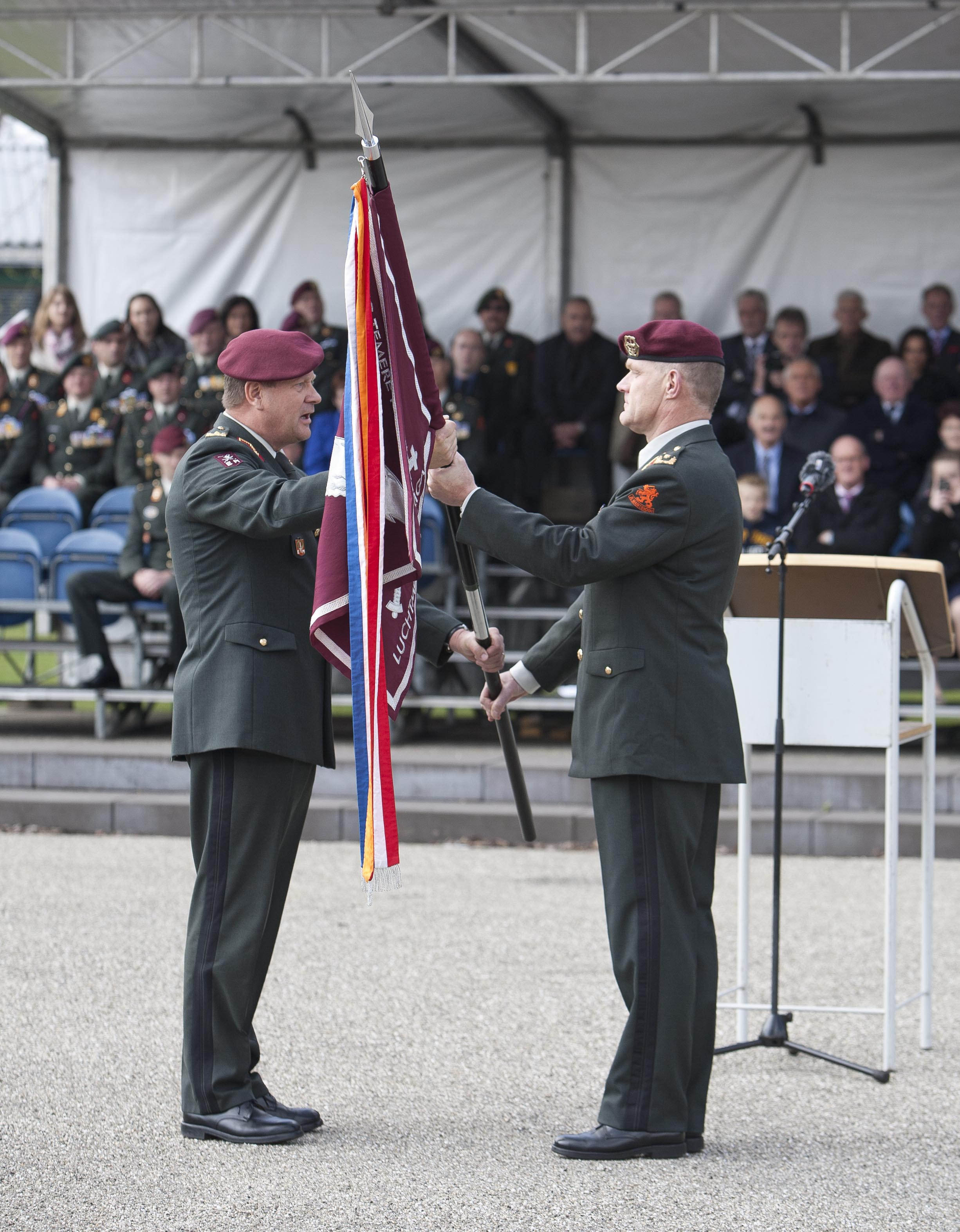
Commando-overdracht van brigade-generaal Otto van Wiggen aan brigade-generaal Nico Geerts

| Van  | Tot   | Rang            | Naam                | Bijzonderheden                                                      |
| ---- | ----- | --------------- | ------------------- | ------------------------------------------------------------------- |
| 1990 | 1993  | brigadegeneraal | L.G. Dijkstra       |                                                                     |
| 1993 | 1995  | brigadegeneraal | Jan Willem Brinkman |                                                                     |
| 1995 | 1996  | brigadegeneraal | G.J.M. Bastiaans    |                                                                     |
| 1996 | 1998  | brigadegeneraal | Hans J.R. Karssing  | Wapen der Cavalerie                                                 |
| 1998 | 2000  | brigadegeneraal | Rein van Vels       |                                                                     |
| 2000 | 2001  | brigadegeneraal | Leen Noordzij       |                                                                     |
| 2001 | 2003  | brigadegeneraal | Peter van Uhm       |                                                                     |
| 2003 | 2006  | brigadegeneraal | Koen Gijsberts      |                                                                     |
| 2006 | 2010  | brigadegeneraal | Marc van Uhm        |                                                                     |
| 2009 | 2010  | kolonel         | Willy Brons         | Waarnemend commandant in verband met de uitzending van Marc van Uhm |
| 2010 | 2012  | brigadegeneraal | Otto van Wiggen     |                                                                     |
| 2012 | 2014  | brigadegeneraal | Nico Geerts         |                                                                     |
| 2014 | 2017  | brigadegeneraal | Kees Matthijssen    |                                                                     |
| 2017 | 2021  | brigadegeneraal | Ron Smits           |                                                                     |
| 2021 | 2024  | brigadegeneraal | Cas Schreurs        |                                                                     |
| 2024 | heden | brigadegeneraal | Frank Grandia       |                                                                     |